# Major Oak

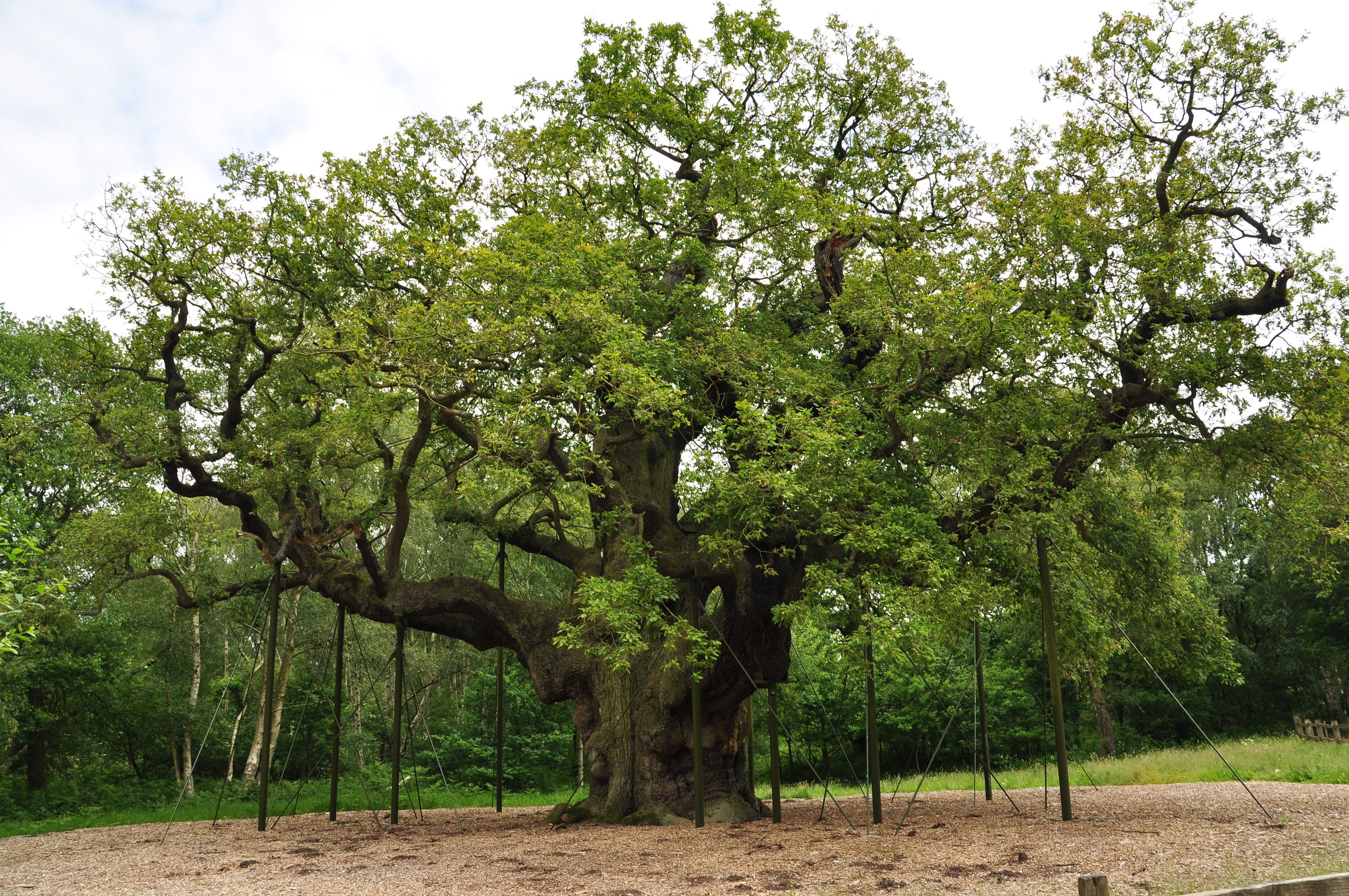
El Major Oak en octubre de 2014.

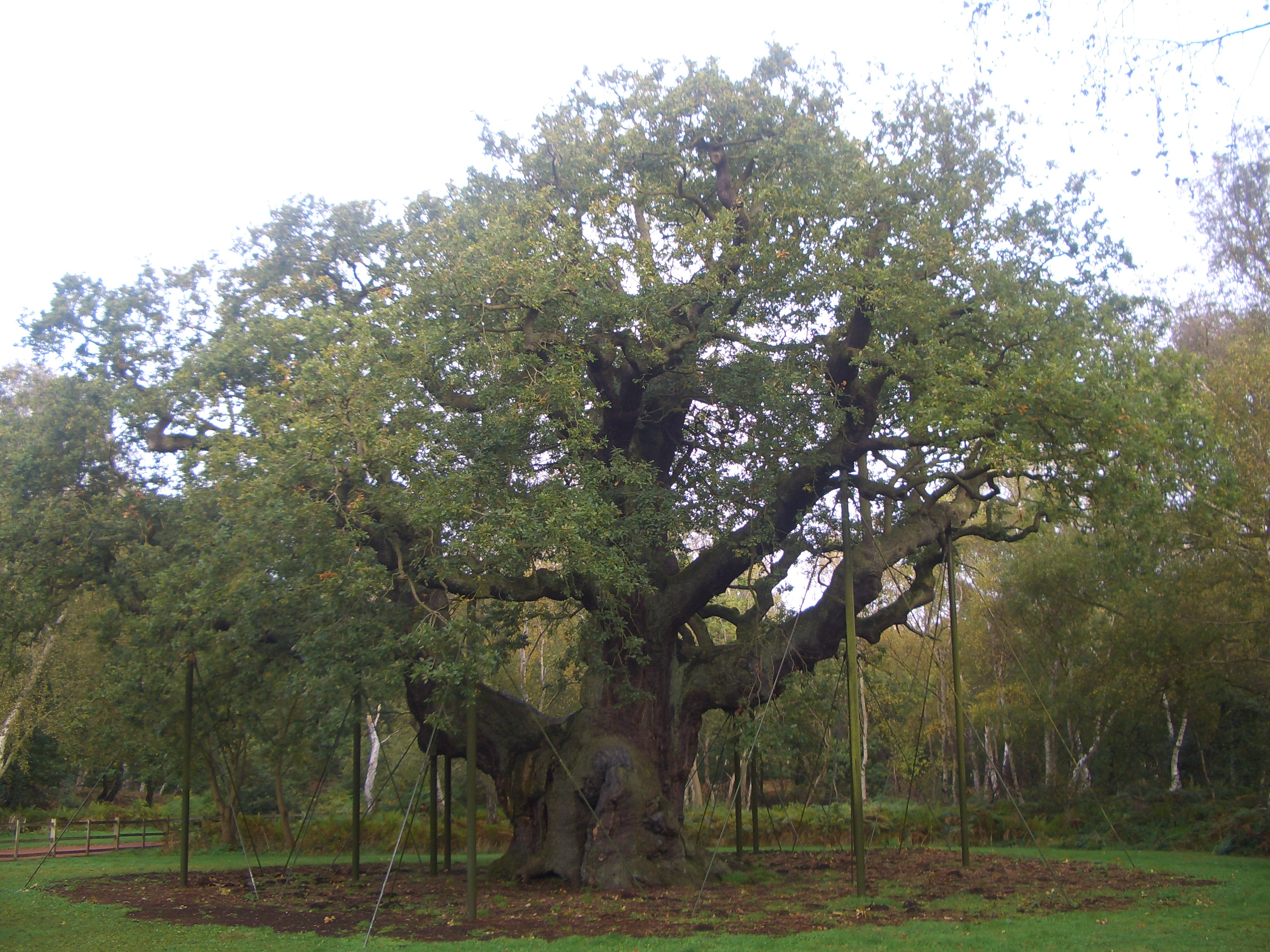
El Major Oak en octubre de 2012.

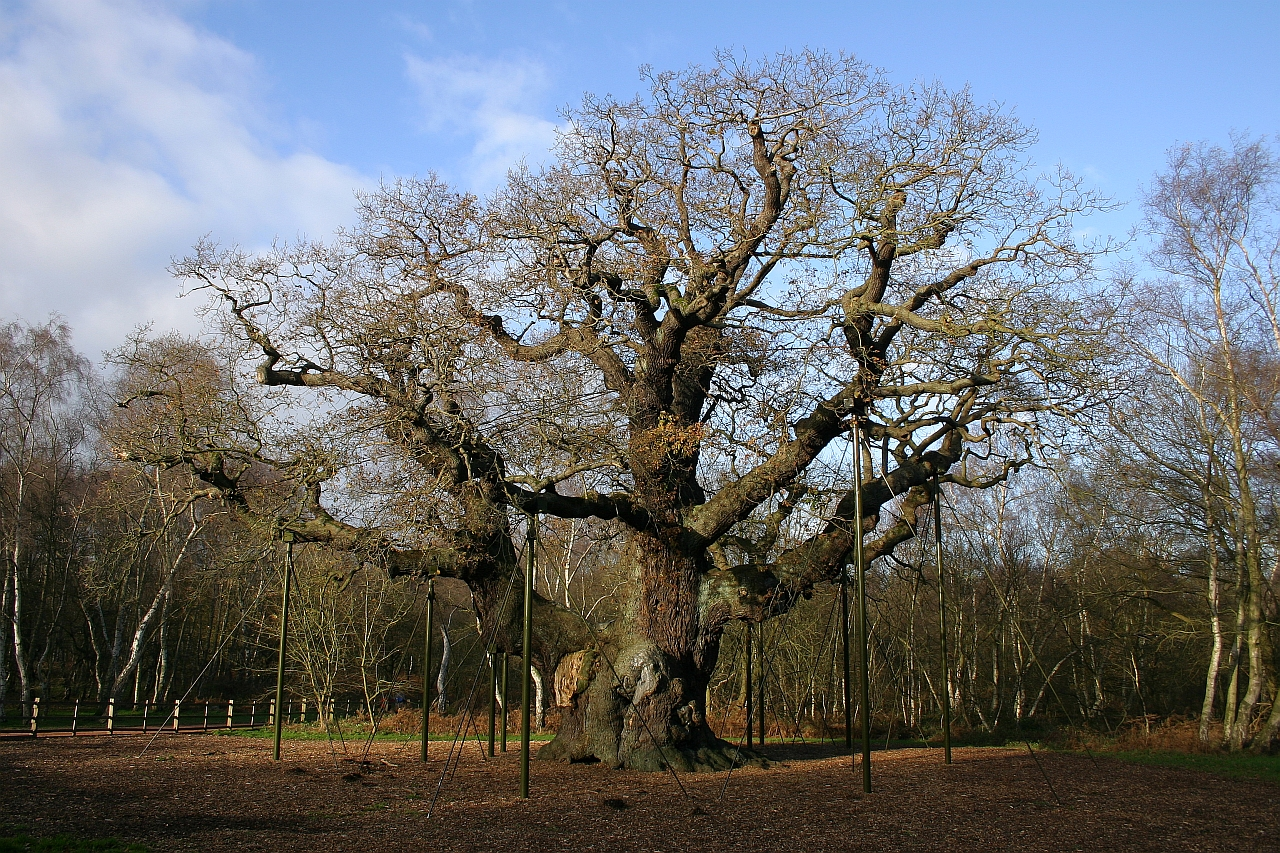
El Major Oak en diciembre de 2006.

El Major Oak (en español, roble mayor) es un roble centenario de la especie Quercus robur que se encuentra en el bosque de Sherwood, cerca de la localidad de Edwinstowe, en Nottinghamshire, Inglaterra. De acuerdo con las leyendas locales, este árbol servía como refugio de Robin Hood y su cuadrilla.
Fue nombrado por primera vez con su actual denominación en una descripción realizada por el mayor Hayman Rooke en el año 1790.

## Dimensiones
El tronco tiene un perímetro de 10 metros y un dosel arbóreo de 28 metros. Su peso aproximado es de 23 toneladas y su edad estimada es de entre 800 y 1000 años.

## Popularidad
En una encuesta realizada en 2002, fue elegido como "árbol favorito de Gran Bretaña". En 2014 fue elegido como "árbol del año en Inglaterra" por una encuesta publicada por el Woodland Trust, recibiendo el 18% de los votos.